# 山崎怜奈
山崎怜奈（日语：／ Yamazaki Rena */?，1997年5月21日—）是日本女藝人、電台主持人，為女子偶像團體乃木坂46前成員，東京都出身，所屬經紀公司為mount cape。2013年以乃木坂46二期生身分出道。2022年7月17日自乃木坂46畢業。目前活躍於各種電視節目上。

## 經歷
從事兒童演員入行，隸屬於CARROT事務所。2007年出演電影《塵封筆記本》。2008年出演電視劇《假面騎士KIVA》。
2013年3月28日，山崎通過乃木坂46的2期生徵選。5月9日，於赤坂ACT劇場舉行的舞台劇《16人的主角deux》東京公演中首次亮相。7月10日，以研究生身份在乃木坂46官方博客發表其首篇文章。8月4日，在千葉縣幕張展覽館舉行的《Girls' Rule》全國握手會中首次在支持者面前演唱歌曲。
2014年10月15日，以小嶋坂46（こじ坂46）的成員身份在Zepp Blue Theater六本木演唱了《風的螺旋》。
2015年2月2日，山崎在乃木坂46官方網站的個人網誌開通。2月22日，於「乃木坂46 3rd YEAR BIRTHDAY LIVE」中，獲宣布升格為正式成員。3月29日，參與演出舞台劇《女子落語》，飾演暗落亭苦來。5月22日，由於學業關係而宣布不參加乃木坂46第12張單曲《太陽敲敲門》的相關活動。
2016年3月2日，山崎考進慶應義塾大學。4月4日，於《女子落語》的續篇《女子落語貳〜跳躍時空蕎麥麵〜》中飾演蕪羅亭魔梨威。
2017年，與Hey! Say! JUMP成員山田涼介傳出緋聞，但是遭到山崎本人暗地裡否認。
2018年1月5日，與川後陽菜、佐藤楓、樋口日奈、星野南、相樂伊織一同出席在東京都港區乃木神社舉行的成人式。3月31日，接替成員衛藤美彩，出任bayfm電台的節目《週五碎碎念》的主持人。4月30日，首次出演朝日電視台的問答節目《阿Q猜謎王》，其後多次出演該節目，成為準班底成員。7月8日，作為嘉賓單獨出席了NHK大河劇《西鄉殿》的特備節目，同場有主持人後藤輝基和關西傑尼斯8成員橫山裕，嘉賓則是近藤春菜、江川達也和厚切傑森。9月14日，與成員伊藤卡琳作為乃木坂46的代表，出席了由杉良太郎發起的計劃「停止是我是我詐騙47～家族的羈絆作戰～」的會見，同場有放浪兄弟成員松本利夫、伍代夏子、可樂餅、飯豐萬理江、川榮李奈、w-inds.和國家公安委員會委員長小此木八郎。
2019年4月11日，與成員久保史緒里、和田瑪雅一同前往香港出席「微博星耀盛典」。5月9日，在光TV頻道＋的冠名節目《乃木坂46山崎怜奈 歷史的時間》開始播映。8月6日，作為班底成員出演NHK教育頻道節目《興趣心動！ 京都、江戶 魔界巡禮》。8月19日，以坂道軍團的名義，與成員中田花奈、前成員齋藤千春、日向坂46成員佐佐木久美和櫸坂46成員原田葵一同登上《阿Q猜謎王》。11月7日，於CBC電台《Chumori週四加推》內的常規出演的環節「乃木坂46 山崎怜奈的『推的一角』」開始播出。
2020年3月，從慶應義塾大學畢業。5月28日，《乃木坂46山崎怜奈 歷史的時間》結束，之後於8月29日開始播出《乃木坂46山崎怜奈與初次醬》。9月23日，首個冠名及帶狀廣播節目《山崎怜奈的想與誰說點話。》將於10月1日起在FM東京播出的消息公布，為《高橋南的「今後，要做什麼？」》的後繼節目，這也是乃木坂46首次有成員主持平日白天時段的帶狀廣播節目。10月6日，被選為以江戶川區建構共生社會為目標的會議「江戶川未來研討會」的委員。10月12日，成為東京電視台節目《東京GOOD！》的固定班底。10月26日，開設個人Instagram帳號。
2021年2月10日，個人著作《乃木坂46山崎怜奈 歴史的時間》由幻冬舍發售。6月9日發行的乃木坂46的第27張單曲《對不起Fingers crossed》的Under曲《生鏽的羅盤》中首次擔任Center。
2022年6月14日，在個人冠名廣播節目《山崎怜奈的想與誰說點話。》中宣布畢業。7月17日，參加第29張單曲《Actually…》發行紀念forTUNE music限定「線上見面＆問候（個別見面會）」的活動，正式從乃木坂46畢業。7月18日播出的《乃木坂工事中》後，山崎作為乃木坂46成員的活動也全部結束。7月18日，開設個人Twitter帳號。8月22日，山崎位於乃木坂46官方網站內的個人部落格正式關閉。9月1日，擔任鳥取縣觀光聯盟「蟹取縣蟹旅」的活動宣傳大使
。9月19日，開始擔任CBC電台的節目《zakioka×scramble》的主持人。9月29日，與今村翔吾搭檔主持的廣播節目《今村翔吾×山崎怜奈 說給他聽》開始播出。10月3日，開始擔任在東京計程車內播放的新聞節目《HEADLIGHT》的主持人。11月4日，參加東京都的「通過歷史、文化傳達東京的魅力懇談會（第1回）」。
2023年1月14日，於個人Twitter上宣布已於去年9月底離開所屬約九年半的乃木坂46合同會社。2月14日，宣布加入經紀公司「mount cape」，並開設個人官方網站和官方粉絲俱樂部。3月16日，發行個人隨筆集《山崎怜奈的分享話語》（山崎怜奈の言葉のおすそわけ）。4月3日，宣布擔任叫車APP「S.RIDE」的代言人。7月7日，宣布擔任專門從事住宅設備更換的企業「交換君」的形象代言人。

## 人物
山崎的姓氏中的「崎」本應寫為（此字在日語被別稱為），藝能活動時為了文字出錯而統一使用較為通用的「崎」，暱稱則是Renachi（れなち）和Zakisan（ザキさん）。她是獨生女，出身於私立完全中學，是典型的好學生，中學二年級和三年級時是特待生，學費自動免除，中學畢業的時候更取得成績最優秀獎，初中三年的綜合成績是全級第一。關於她參加乃木坂46徵選的理由，因為她在學習至深夜稍作休息時會跟母親一起看《乃木坂在哪裡？》，她也開始喜歡上乃木坂46，二期生徵選募集開始後，其母擅自幫她報名參加所致。在乃木坂46成立之前，她與井上小百合已經認識對方。在乃木坂46的歌曲中，她最喜歡的歌曲排舞，按順序是《那一天 我隨口說了一個謊言》、《女人無法獨自入眠》和《氣球還活着》。
山崎的興趣是日本歷史，是一名歷女，喜歡的歷史人物是坂本龍馬，也會攜同朱印帳前往神社。另外，她喜歡收聽電台節目。此外，她在2016年開始學習中文，在中國及臺灣舉行的演唱會中也有展現自己的中文。與此同時，她在2018年花蓮地震時，曾經以中文發文替臺灣人打氣，也表示過希望定居臺灣。

## 音樂作品
- 標註「★」符號表示該首歌曲有拍攝MV。

### 單曲
乃木坂46
|      | 發行日期         | 單曲名稱              | 參與歌曲名稱           | MV | 備註     |
| ---- | ---------------- | --------------------- | ---------------------- | -- | -------- |
| 11th | 2015年03月018日  | 生命如此美好          | 邊界                   | ★  | 出道作品 |
| 12th | 2015年07月022日  | 太陽敲敲門            | 離別時，更喜歡你       | ★  |          |
| 13th | 2015年010月028日 | 此刻，想說話的對象    | 嫉妒的權利             | ★  |          |
| 14th | 2016年03月023日  | 當春紫苑盛開時        | 不等號                 | ★  |          |
| 15th | 2016年07月027日  | 赤腳Summer            | 秘密塗鴉               | ★  |          |
| 16th | 2016年011月09日  | 再見的意義            | 鞦韆                   | ★  |          |
| 17th | 2017年03月022日  | 大影響家              | 氣球還活著             | ★  |          |
| 18th | 2017年08月09日   | 蜃景                  | Under                  | ★  |          |
| 18th | 2017年08月09日   | 蜃景                  | 現場之神               | ★  |          |
| 19th | 2017年010月011日 | 及時行事              | My rule                | ★  |          |
| 20th | 2018年04月025日  | 同步巧合              | 全新的世界             | ★  |          |
| 20th | 2018年04月025日  | 同步巧合              | 星探                   | ★  |          |
| 21st | 2018年08月08日   | 以自我為中心！        | 三角空地               | ★  |          |
| 22nd | 2018年011月014日 | 想繞遠路回家          | 日常                   | ★  |          |
| 23rd | 2019年05月029日  | Sing Out!             | 飛機跑道               | ★  |          |
| 24th | 2019年09月04日   | 黎明來臨前無須逞強    | 〜Do my best〜沒有意義 | ★  |          |
| 25th | 2020年03月025日  | 幸福的保護色          | Anastasia              | ★  |          |
| 26th | 2021年01月027日  | 我會喜歡上自己的      | 不值一提的KISS         | ★  |          |
| 27th | 2021年06月09日   | 對不起Fingers crossed | 生鏽的羅盤             | ★  | Center   |
| 28th | 2021年9月22日    | 被你罵了              | 機關槍雨               | ★  |          |
| 28th | 2021年9月22日    | 被你罵了              | 熟悉的陌生人           |    |          |
| 29th | 2022年3月23日    | Actually…             | 就算我不明白...        | ★  |          |

1. ↑  站位依據官方MV及演唱會正式呈現為參考依據

其他
| 發行日期                                    | 單曲名稱       | 參與歌曲名稱 | MV | 備註         |
| ------------------------------------------- | -------------- | ------------ | -- | ------------ |
| 2014年11月26日                              | 希望無限       | 風的螺旋     | ★  | 小嶋坂46     |
| 2020年6月17日（日本） 2020年6月24日（海外） | 世界中的鄰居啊 | —            | ★  | 下載限定歌曲 |

### 專輯
乃木坂46
|           | 發行日期        | 專輯名稱                       | 參與歌曲名稱       | 備註     |
| --------- | --------------- | ------------------------------ | ------------------ | -------- |
| 01st      | 2015年1月7日    | 透明色                         | 傾斜               | 小嶋坂46 |
| 01st      | 2015年1月7日    | 透明色                         | 自由的彼方         |          |
| 02nd      | 2016年05月025日 | 屬於我們的位子                 | 刨冰的單戀         |          |
| 03rd      | 2017年05月024日 | 最初的夢想                     | 為我扇風           |          |
| 03rd      | 2017年05月024日 | 最初的夢想                     | 指定溫度           |          |
| Under專輯 | 2018年01月10日  | 我專屬的你～Under Super Best～ | 自戀海灘           |          |
| Under專輯 | 2018年01月10日  | 我專屬的你～Under Super Best～ | 那個女人           |          |
| Under專輯 | 2018年01月10日  | 我專屬的你～Under Super Best～ | 比誰都想陪在你身邊 |          |
| 0精選輯   | 2021年012月15日 | Time flies                     | 緩綻之花           |          |
| 0精選輯   | 2021年012月15日 | Time flies                     | Hard to say        |          |

## 演出

### 電視節目
- 阿Q猜謎王（日语：クイズプレゼンバラエティー Qさま!!）（2018年4月－，朝日電視台）- 準班底成員[25]
- 興趣心動！ 京都、江戶 魔界巡禮（2019年8月6日－9月10日，NHK教育頻道）- 班底成員[30]
- 東京GOOD!（2020年10月12日－2021年6月28日，東京電視台）- 班底成員[38]
- 網購生活（2021年4月2日－6月25日，朝日電視台）- 主持人[76]
- 春菜和山崎桑 不僅僅是網購！（2021年7月2日－2022年9月25日，朝日電視台）- 主持人[77]
- 選舉之日2022 我們的明日（2022年7月10日，TBS）[78]
- 報道之日2022（2022年12月18日，TBS）[79]
- 偉人的年收 How much？（2023年4月3日[80]－，NHK教育頻道）- 主持人[81]
- ドデスカ!ドようびデス。（2023年4月15日－，名古屋電視台）- 不定期出演[82][83]
- 那本書，你讀了嗎？（2023年11月2日－23日，BS東視）- 助理[84]
- テレビ派 沿線遺産 呉市特別編ゲスト（2024年3月18日－3月22日，廣島電視台）[85]
- NHK高校講座 世界史探究（2024年4月3日[86]－2025年2月19日，NHK教育頻道）- 主持人[87]
- WAKE UP（日语：ウェークアップ!）（讀賣電視台）- 不定期演出[88] → 以「搭檔」（パートナー）頭銜常規演出（2024年4月6日－）[89]
- DayDay.（2024年5月27日－，日本電視台）- 週一班底[90]

### 網絡節目
- 乃木坂46山崎怜奈 歷史的時間（2019年5月9日－2020年5月28日，光TV頻道＋（日语：ひかりTV））- 主持人[29]
- 乃木坂46山崎怜奈與初次醬（2020年8月29日－2021年2月20日，光TV頻道＋）- 主持人[35]
- ABEMA Prime（2022年10月12日－，ABEMA）- 日替MC，不定期出演[91]
- 山崎怜奈的＃與誰談話～想向某人學習～（2022年12月8日－2023年3月16日，GYAO!）[92]
- VSプレゼン（2023年12月14日－）- 主持人[93]

### 電台節目
- 週五碎碎念（日语：金つぶ）（2018年4月6日－2020年9月25日，bayfm）- 助理主持人[23]
- Chumori週四加推內的環節「乃木坂46 山崎怜奈的『推的一角』」（2019年11月7日－2022年7月14日，CBC電台）[94]
- 山崎怜奈的想與誰說點話。（日语：山崎怜奈の誰かに話したかったこと。）（2020年10月1日－，FM TOKYO）- 主持人[95][96]
- 今村翔吾×山崎怜奈 說給他聽（2022年9月29日－，ABC電台）- 主持人[97]
- zakioka×scramble（2022年10月1日－，CBC電台）- 主持人[98]

#### 電視劇
- 特別劇「ダーウィンが行く!?」（2024年8月20日，NHK綜合台）：飾演 遠坂美空[99]

### 舞台劇
- 女子落語（2015年6月18日－28日，東京AiiA劇場）：飾演 暗落亭苦來[16][100]
- 女子落語貳〜跳躍時空蕎麥麵〜（2016年5月12日－22日，東京AiiA劇場）：飾演 蕪羅亭魔梨威[20][101]
- 川谷繪音 presents "独特な人" 第七回公演 「Liar's House」（2024年10月12日，日本橋三井Hall）[102][103]

## 書籍
- 歷史的時間（歴史のじかん；2021年2月10日，幻冬舍）[104][105]
- 山崎怜奈的分享話語（山崎怜奈の言葉のおすそわけ；2023年3月16日，MAGAZINE HOUSE）

### 雜誌連載
- MARQUEE「那個可以有嗎？」（2016年10月10日－2022年8月9日，MARQUEE Inc.）[106][107]

### 網絡連載
- 山崎怜奈的「分享話語」（2021年8月6日－，MAGAZINE HOUSE Hanako.tokyo）[108][109]
- 與山崎怜奈一起思考「學習」（2022年1月28日－，幻冬舍plus）[110][111]

## 外部連結
- 山崎怜奈官方網站（日語）
- 山崎怜奈的X（前Twitter）（2022年7月18日－）（日語）
- 山崎怜奈的Instagram帳戶（2020年10月26日－）（日語）
- 山崎怜奈的Threads帳戶 （页面存档备份，存于）（2023年7月6日－）（日語）

乃木坂46時期
- 乃木坂46個人介紹頁（日語）
- 山崎怜奈 官方部落格 - 乃木坂46官方網站（2015年2月2日－2022年8月22日）（日語）
- 山崎怜奈 官方755 （页面存档备份，存于）（日語）
- 山崎 怜奈（乃木坂46）的SHOWROOM專頁（页面存档备份，存于）（日語）
- 乃木坂46山崎怜奈首本書籍《歷史的時間》【公式】的X（前Twitter）（日語）